# Gerald Pilz
Gerald M. Pilz (* 8. Juni 1965 in Kornwestheim; † 11. Februar 2024) war ein deutscher Finanzwissenschaftler.

## Leben
Pilz studierte Sozialwissenschaften und Pädagogik an der Universität Stuttgart, an der er 1993 mit zwei Dissertationen promoviert wurde. Danach war er als Unternehmensberater im Bereich Personalmanagement und Controlling sowie als Dozent tätig. Er lehrte an der Berufsakademie Stuttgart. Er war Autor zahlreicher Bücher über Betriebswirtschaft sowie über Finanz- und Börsenthemen.
Gerald Pilz starb am 11. Februar 2024 im Alter von 58 Jahren.

## Schriften
- Immobilienaktien und REITs. Investmentchancen für Anleger. Oldenbourg Verlag, 2007, ISBN 3-486-58239-9.
- Geldanlage in Rohstoffen. Energieträger, Edelmetalle, Industrie- und Agrarrohstoffe. Beck Juristischer Verlag, 2007, ISBN 3-423-50912-0.
- Zertifikate. Beck Juristischer Verlag, 2006, ISBN 3-423-50903-1.
- Erfolgreiche Anlagepraxis. Wie Sie von der Finanzmarktforschung profitieren. Vahlen, 2005, ISBN 3-8006-3110-5.
- Bilanzen lesen und verstehen. Bewährte Analysemethoden. Beck Juristischer Verlag, 2008, ISBN 3-406-57176-X.
- Emerging Markets. Beck Juristischer Verlag, 2008, ISBN 3-423-50917-1.
- Vergütung und Vermögensaufbau von Führungskräften. Oldenbourg Verlag, 2008, ISBN 3-486-58488-X.
- Aktien. Grundlagen, Bewertung, Strategien. Beck Juristischer Verlag, 2007, ISBN 3-423-50853-1.
- Erfolgsstrategien für Geldanleger: Wie Sie mehr aus Ihrem Geld machen, Deutscher Taschenbuch Verlag, 2008, ISBN 3-423-50919-8.